# Široký Brod
Široký Brod (něm. Breitenfurt, Breitenfurth) je vesnice, která je částí obce Mikulovice v okrese Jeseník v Olomouckém kraji. Leží 4,5 km jihozápadně od Mikulovic na cestě na Jeseník po obou stranách řeky Bělé.

## Historie
Písemné záznamy hovoří o obci poprvé roku 1416. Název vznikl podle brodu přes říčku Bělou. V uvedeném roce byla obec lénem vratislavského biskupa, které držel frývaldovský rychtář (fojt) Hynek Mušín z Hohenštejnu, ale roku 1422 mu ji biskup i s ostatními majetky odňal pro Hynkovy prohusitské sympatie a předal ji jeho bratranci Hanuškovi. Poté Široký Brod patřil k panství Frývaldov (nyní Jeseník), které biskup do roku 1547 zastavoval nebo uděloval v léno, naposledy od roku 1506 Fuggerům, a poté držel přímo až do konce patrimoniální správy roku 1850.
Obec měla převážně německé obyvatelstvo živící se zemědělstvím, přadláctvím, ale i prací v lese. V minulosti byla na území obce naleziště zlata a granátů ve svoru.
V roce 1689 se v Širokém Brodě připomíná fojtství. V roce 1825 zde byl postaven kostel Povýšení sv. Kříže, u něhož byla roku 1890 zřízena římskokatolická farnost.
Široký Brod byl od počátku obecního zřízení roku 1850 do roku 1960 samostatnou obcí, pak byl ale připojen k Mikulovicím. Do roku 1924 k němu náležely rovněž osady Studený Zejf a Chebzí, které pak byly přičleněny k Písečné.

### Historie SDH
Z roku 1946 jsou dochovány první písemné záznamy o působení českého SDH v obci. Písemné zmínky o požárním opatření před založením českého sboru se nedochovaly. První hasičskou zbrojnici postavil německý spolek dobrovolných hasičů, v současnosti se využívá hasičská zbrojnice, která se nachází blíže středu obce. V současné době vlastní sbor dva stroje PS 12, jeden stroj PS 8 a jeden dopravní prostředek. Ze zásahů sboru lze uvést hašení požáru lesa u papírny v Písečné v roce 1953, hašení zámečku v Širokém Brodě v roce 1996 a pomoc při povodních v letech 1997 a 2007.

### Vývoj počtu obyvatel
Počet obyvatel Širokého Brodu podle sčítání nebo jiných úředních záznamů:
| Rok            | 1869 | 1880 | 1890 | 1900 | 1910 | 1921 | 1930 | 1950 | 1961 | 1970 | 1980 | 1991 | 2001 |
| -------------- | ---- | ---- | ---- | ---- | ---- | ---- | ---- | ---- | ---- | ---- | ---- | ---- | ---- |
| Počet obyvatel | 636  | 696  | 733  | 748  | 844  | 831  | 839  | 397  | 416  | 419  | 389  | 349  | 347  |

1. ↑  z toho: 5 Čechoslováků, 825 Němců; 831 řím. kat., 1 evang., 1 bez vyzn.

V Širokém Brodě je evidováno 114 adres : 110 čísel popisných (trvalé objekty) a 4 čísla evidenční (dočasné či rekreační objekty). Při sčítání lidu roku 2001 zde bylo napočteno 101 domů, z toho 88 trvale obydlených.

## Zajímavosti
- Římskokatolický farní kostel Povýšení sv. Kříže z roku 1825
- Dub letní (nad č.p. 122), památný strom
- Dub u Dlabačů, památný strom

Na území Širokého Brodu zasahují i:
- Chráněná krajinná oblast Jeseníky
- Ptačí oblast Jeseníky (pro jeřábka lesního a chřástala polního)

## Školství
V Širokém Brodě funguje mateřská škola.